# Garzyn
Garzyn (niem. Gelsendorf)– wieś w Polsce położona w województwie wielkopolskim, w powiecie leszczyńskim, w gminie Krzemieniewo.
W latach 1975−1998 miejscowość administracyjnie należała do województwa leszczyńskiego.
W miejscowości działało Państwowe Gospodarstwo Rolne – Państwowy Ośrodek Hodowli Zarodowej Garzyn.
W miejscowości był przystanek kolejowy Garzyn.

## Zabytki
Pałac położony w parku krajobrazowym o powierzchni 1,8 ha. Dokładna data budowy pałacu nie jest znana, za prawdopodobny moment budowy uważa się lata 80. lub 90. XIX wieku.

## Sport
W miejscowości istnieje klub sportowy Kłos Garzyn, grający w Lidze okręgowej. W 2008 roku, po fuzji z Zootechnikiem Pawłowice oraz Piastem Belęcin, zmienił nazwę na GKS Krzemieniewo.